# Isabel Avellán

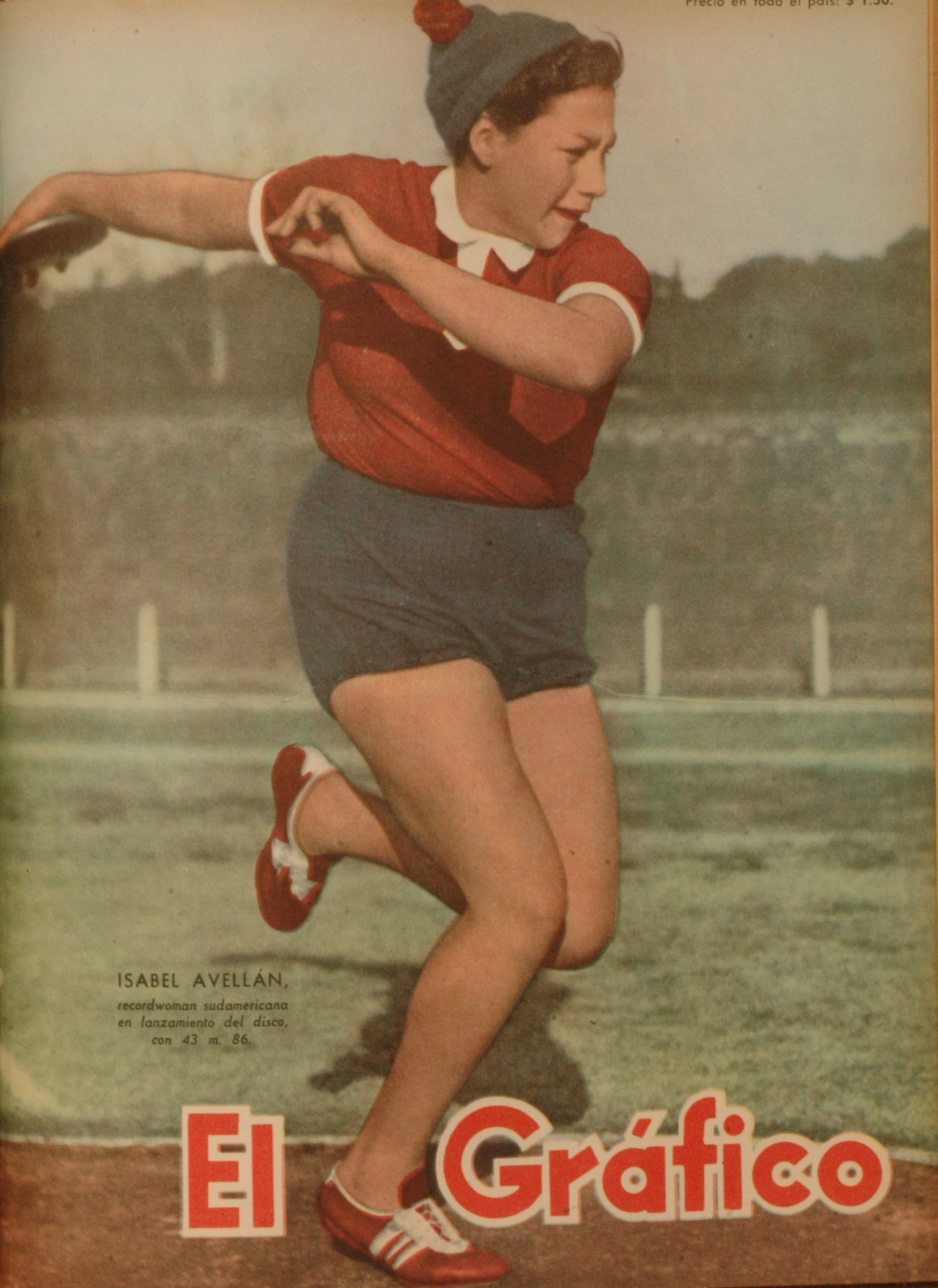
Avellán en la tapa de la revista El Gráfico, 1953.

Isabel Ercilla Avellán de Neefe (n. el 20 de agosto de 1933 – 20 de septiembre de 2010) fue una atleta argentina especializada en lanzamiento de disco que tenía una altura de 1,62 cm y 70 kg de peso en competición. Su mejor marca personal fue un lanzamiento de 47,22 m realizados en el año 1956 durante el cual consiguió su mayor logro, un sexto puesto en los Juegos Olímpicos de 1956 celebrados en Melbourne que le permitió obtener un diploma olímpico. Fue la única mujer presente en la delegación argentina de estos Juegos Olímpicos y la abanderada en el desfile inaugural.